# Сиверс, Фанни де
Фанни де Сиверс, в девичестве Исак (эст. Fanny de Sivers (Isak); 20 октября 1920, Пярну — 22 июня 2011, Обонн) — эстонский и французский лингвист, литературовед, переводчик и эссеист.

## Биография
Родилась 20 октября 1920 года в Пярну. Училась с 1938 по 1941 годы на отделении гуманитарных наук и искусств в Тартуском университете. В 1941 году уехала в Германию, выйдя замуж за Ганса Георга фон Сиверса. Училась в университетах Бреслау, Вюрцбурга и Инсбрука; в 1950 году окончила Вюрцбургский университет, сдав государственные экзамены по французскому, немецкому и латыни; получила академическую степень лиценциата в Париже и Лунде.
С 1949 года проживала в Париже, работала секретарём и переводчиком в государственных организациях. С 1964 по 1986 годы — лингвист Французского Национального центра научных исследований. В 1993—1994 годах — приглашённый профессор Тартуского университета. Её статьи были посвящены языковым исследованиям и литературе, а также переводу произведений эстонских авторов на французский и французских на эстонский. Значительная часть статей не публиковалась до распада СССР.
Фанни де Сиверс была верующей христианкой и осуждала процессы исламизации Европы, сравнивая Францию с гибнущим монастырём.
Скончалась 22 июня 2011 года во французском Обонне.

## Публикации

### На эстонском
- "Monoloog vastu hommikut" Pariis: s.n., 1981
- "Mateeriasse kootud palve: esseid" Tallinn: Perioodika, 1992 (koostanud Ott Ojamaa)
- "Surra kui oled veel noor", Vagabund 1993
- "Kristliku kultuuri sõnu prantsuse keeles", Ilmamaa 1997, ISBN 9985878094
- "Ühelt kaldalt teisele: mõtisklusi Surnutepüha puhul", Maarjamaa 2003, ISBN 9985940830
- "Jõuluaja kirjad eesti sõpradele", Maarjamaa 2003, ISBN 9985940849
- "Haigus võib avada aknaid", Patmos 2006, ISBN 9949136563
- "Jumala loomaaed – tuttav tundmatu maailm" Tartu: Tartu Ülikooli Kirjastus, 2010

### На французском
- "La Prière tissée dans la matière", F. de Sivers, 1976
- "Structuration de l'espace dans les langues de la Baltique orientale", Lacito, SELAF, 1978
- "La main et les doigts dans l'expression linguistique", Lacito, SELAF, 1979
- "Questions d'identité", Lacito, SELAF, 1989
- "Etre bilingue en Fenno-Scandie: un modèle pour l'Europe?", Peeters-SELAF, 1994
- "Parlons Estonien, une langue de la baltique", Éditions L'Harmattan, collection Parlons..., 2000
- "Parlons Live, une langue de la baltique", Éditions L'Harmattan, 2003
- La main, Éditions L'Harmattan, 1993; Cahiers de la société des études euro-asiatiques, nr 4, Fanny de Sivers toimetas eessõna
- "Ethnologie et littérature", Éditions L'Harmattan, collection Eurasie, nr 14-15, 2006